# 阁岩站
閣岩站（韓語：각암역）是朝鮮民主主義人民共和國平安南道价川市的一個鐵路車站，属于满浦线。

## 邻近车站
满浦线
中坪站 - 閣岩站 - 龙源里站

## 历史
- 1932年11月1日，开通使用。